# NGC 1750
NGC 1750 – gromada otwarta znajdująca się w gwiazdozbiorze Byka. Odkrył ją William Herschel 26 grudnia 1785 roku. Jest położona w odległości ok. 2,1 tys. lat świetlnych od Słońca.
W zbliżonej pozycji na niebie znajdują się też gromady NGC 1746 i NGC 1758, jednak nie jest pewne, czy istnieje związek fizyczny między tymi trzema obiektami, czy też tylko przypadkowo nakładają się na siebie. Niektóre źródła sugerują np. że NGC 1746 i NGC 1750 to ten sam obiekt lub jeden z nich jest częścią drugiego, podczas gdy Catalog of Optically Visible Open Clusters and Candidates podaje, że odległości do nich różnią się o 170 parseków, czyli 554 lata świetlne, co wykluczałoby fizyczny związek.